# Засуха, Анатолий Андреевич
Анато́лий Андре́евич Засу́ха (укр. Анатолій Андрійович Засуха; род. 13 июня 1958, Пологи, Киевская область, УССР, СССР) — украинский политик, председатель Киевской областной государственной администрации в 1996—2005 годах, председатель Киевского областного совета в 2000—2001 и 2004—2005 годах Заслуженный работник сельского хозяйства Украины (1993).

## Биография
Свою трудовую деятельность начал в 1975 году, будучи учеником Белоцерковского филиала Украинского учебного комбината. Работал водителем Украинский машино-испытательной станции.
После прохождения службы в рядах Советской Армии (1976—1978) поступил в Белоцерковский сельскохозяйственный институт, который закончил в 1984 году, получив специальность учёного агронома.
С 1984 по 1985 год — агроном, секретарь партийной организации колхоза «40 лет Октября» Васильковского района. С 1985 по 1993 год — председатель колхоза им. Щорса этого же района.
В 1993—1995 годах первый заместитель министра сельского хозяйства и продовольствия Украины. С 1994 по 1997 — народный депутат Украины 2-го созыва. С 11 октября 1995 по 24 сентября 1996 года — председатель Государственного комитета Украины по земельным ресурсам. С 22 сентября 1996 по 19 января 2005 года — председатель Киевской областной государственной администрации. С 9 декабря 2004  по 1 февраля 2005 года — председатель Киевского областного совета.

## Криминальные дела
В 2005 году был объявлен в международный розыск, поскольку стал фигурантом нескольких уголовных дел по подозрению в злоупотреблении властью и служебном подлоге. По словам его жены Татьяны, в 2006 году получил должность заместителя губернатора Московской области (тогда — Бориса Громова); российская сторона, тем не менее, опровергла её заявление.
Но уже в 2006 году уголовное дело в отношении него было закрыто. Также по запросу МВД Украины был приостановлен розыск в Интерполе.
Когда его снова вызвали на допрос, он вновь его избежал. Скрывался от следствия в Казахстане. Вернулся в Киев в 2008 году.

## Семья
Женат на Татьяне Владимировне Засухе, народном депутате Украины. В 1986 года родился сын Андрей. Семья живёт в селе Ковалёвка, которая фактически стала собственностью Засух. Проживают в четырёхэтажном доме с высоким забором. Территория составляет 2 гектара. На территории Засухи находится дача Леонида Кучмы.

## Награды
- Орден «За заслуги» II степени (23 августа 2011) — за значительный личный вклад в становление независимости Украины, утверждение её суверенитета и международного авторитета, заслуги в государствообразующей, социально-экономической, научно-технической, культурно-образовательной деятельности, добросовестное и безупречное служение Украинскому народу[7].
- Орден «За заслуги» III степени (2000).
- Орден Дружбы (24 октября 2002, Россия) — за большой вклад в укрепление дружбы и сотрудничества между народами Российской Федерации и Украины[8].
- Кавалер ордена Великого князя Литовского Гядиминаса (4 ноября 1998, Литва)[9].
- Большой крест ордена Заслуг (16 апреля 1998, Португалия)[10].
- Командор ордена Святого Григория Великого (4 декабря 2001, Ватикан)[11].
- Заслуженный работник сельского хозяйства Украины (1993).
- Почётная грамота Кабинета Министров Украины (сентябрь 2002).
- Почётная грамота Верховной Рады Украины (сентябрь 2002).
- Почётная грамота Совета Министров Республики Беларусь (22 февраля 2002) — за заслуги в хозяйственном и социально-культурном строительстве, личный вклад в развитие межрегиональных отношений между Республикой Беларусь и Украиной[12].
- Орден Преподобного Сергия Радонежского I степени (1 июня 2004, РПЦ)[13].